# Deuce (album de The D.O.C.)
Albums de The D.O.C.
Helter Skelter
(1996) Voice Through Hot Vessels
(2014)
Deuce est le troisième album studio de The D.O.C., sorti le 25 février 2003.
L'album s'est classé 6e au Top Independent Albums, 57e au Top R&B/Hip-Hop Albums et 184e au Billboard 200.

## Liste des titres
| No  | Titre                                                                                     | Contient un (des) sample(s) de                                        | Durée |
| --- | ----------------------------------------------------------------------------------------- | --------------------------------------------------------------------- | ----- |
| 1.  | Music Business                                                                            |                                                                       | 0:22  |
| 2.  | My Prayer                                                                                 |                                                                       | 0:56  |
| 3.  | Big Dick Shit (Concrete Jungle) (featuring Six2, Nate Dogg, Jazze Pha et U.P.-T.I.G.H.T.) |                                                                       | 3:58  |
| 4.  | A Lil' Dick Shit (featuring Dick Griffey)                                                 |                                                                       | 0:21  |
| 5.  | The Shit (featuring MC Ren, Ice Cube, Snoop Dogg et Six2)                                 | P. Funk (Wants to Get Funked Up) de Parliament Still Talkin' d'Eazy-E | 4:58  |
| 6.  | What Would You Do? (featuring Six2 et U.P.-T.I.G.H.T.)                                    |                                                                       | 4:56  |
| 7.  | Psychic Pymp Hotline (featuring Dr. Dre et Mike Lynn)                                     |                                                                       | 0:47  |
| 8.  | Gorilla Pympin' (featuring Six2 et Dr. Dre)                                               |                                                                       | 5:01  |
| 9.  | Judgment Day (featuring Six2 et Dr. Dre)                                                  |                                                                       | 3:57  |
| 10. | Souliloquy                                                                                |                                                                       | 1:27  |
| 11. | Ghetto Blues (featuring Six2)                                                             |                                                                       | 4:33  |
| 12. | All in the Family (featuring El Dorado et N'Dambi)                                        |                                                                       | 4:45  |
| 13. | 1-2-3 (Critical Condition) (featuring U.P.-T.I.G.H.T.)                                    |                                                                       | 3:27  |
| 14. | Touch of Blues                                                                            |                                                                       | 0:21  |
| 15. | Mentally Disturbed (featuring Six2)                                                       |                                                                       | 4:49  |
| 16. | Safari West (featuring Greg Street, Lil' Rob et MC Breed)                                 |                                                                       | 0:52  |
| 17. | DFW feat. (featuring Six2, U.P.-T.I.G.H.T., El Dorado et Birdman)                         |                                                                       | 4:51  |
| 18. | Simple as That (featuring Six2 et Jazze Pha)                                              |                                                                       | 4:43  |
| 19. | Playboy (featuring Erotic D, Cadillac Seville et Six2)                                    |                                                                       | 5:02  |
| 20. | Snoop Shit (featuring Snoop Dogg)                                                         |                                                                       | 1:08  |